# Acronyctodes hedemanni
Acronyctodes hedemanni là một loài bướm đêm trong họ Geometridae.